# 山清·咸陽屠殺事件
山清·咸陽屠殺事件（韓語：산청·함양 양민학살 사건 山清·咸陽良民虐殺事件）是指1951年2月7日大韓民國國軍在韓國山清郡、咸陽郡屠殺當地平民的事件。